# 刘楠来
刘楠来（1933年5月—），江苏丹阳人，中国社会科学院法学研究所研究员，中国社会科学院荣誉学部委员。1955年毕业于东北人民大学（现吉林大学）法律系。1961年毕业于苏联莫斯科大学法律系。